# Molinaea laevis
Molinaea laevis är en kinesträdsväxtart som beskrevs av Carl Ludwig von Willdenow. Molinaea laevis ingår i släktet Molinaea och familjen kinesträdsväxter. Inga underarter finns listade i Catalogue of Life.